# ویدئودروم
ویدئودروم (به انگلیسی: Videodrome) فیلمی در سبک علمی-تخیلی، ترسناک روانشناسانه و ترسناک جسمی به نویسندگی و کارگردانی دیوید کراننبرگ با بازی جیمز وودز، سونیا اسمیتس و دبی هری محصول سال ۱۹۸۳ است.
فیلم در مورد مدیر عامل یک ایستگاه تلویزیونی در تورنتو است که متوجه سیگنالی غیرقانونی با عنوان «ویدئودروم» می‌شود که صحنه‌های خشونت و شکنجه شدید را پخش می‌کند. در جریان فیلم متوجه دسیسه‌های پشت ماجرا می‌شود و وضع زندگی‌اش کامل به هم می‌ریزد؛ رابطه‌اش را با واقعیت از دست داده و دچار توهمات عجیبی می‌شود.

## تولید
کراننبرگ به خاطر می‌آورد که چگونه در بچگی سیگنال‌های تلویزیونی را در نیمه‌شب از بوفالو، نیویورک پس از اینکه ایستگاه‌های کانادایی چیزی پخش نمی‌کردند، دریافت می‌کرد و چگونه نگران این می‌شد که چیزی مشوش که برای عموم در نظر گرفته نشده را ببیند. این اساس داستان ویدئودروم را تشکیل داد.
در جوانی کراننبرگ به دانشگاه تورنتو رفت. مارشال مک‌لوهان هم‌زمان (اوایل دهه هفتاد میلادی) در دانشگاه استاد مطالعات رسانه‌ای بود و اغلب به عنوان فردی تأثیرگذار بر روی ایده‌های کراننبرگ برای ویدئودروم پنداشته می‌شود.
در ویدئودروم از کاست‌های بتامکس استفاده شد؛ چون کاست‌های وی‌اچ‌اس برای زخم ساختگی شکم بیش از حد بزرگ بودند.

## سانسور
بسیاری از صحنه‌های ویدئودروم برای اکران در سینما سانسور شدند؛ برای مثال در رؤیای سامورایی صحنه‌ای که دیلدویی را نشان می‌دهد، در ابتدا سانسور شد. کراننبرگ در مورد سانسور گفت: «سانسور همیشه بسیار شخصی است و خیلی بستگی به حساسیت‌های فرد ایرادجو دارد.» او همچنین گفت: «دیدن برداشت‌های افراد از تصاویر وقتی که ایرادگیر می‌شوند، چیز جالبی است. مرا محکوم به نشان دادن صحنهٔ اخته کردن یک مرد در این فیلم کردند. آن صحنه به اندازهٔ کافی بد بود، الکترود زدن به بیضه‌های او اما برخلاف چیزی که انجمن سینمایی آمریکا گمان برد، اخته کردن نبود. مجبورم کردند که آن صحنه یا بیشترش را سانسور کنم.»

## واکنش‌ها
فیلم در کل با نقدهای مثبتی مواجه شد و در راتن تومیتوز امتیاز ۸۰ درصد را طبق چهل نقد کسب کرد. ویدئودروم به عنوان یک «فیلم آشفته‌کننده تکنو-سوررئالیستی» توصیف شده‌است.